# ارگی
ارگی، روستایی از توابع بخش گلمکان شهرستان گلبهار در استان خراسان رضوی ایران است.

## جمعیت
این روستا در دهستان گلمکان قرار دارد و براساس سرشماری مرکز آمار ایران در سال ۱۳۸۵، جمعیت آن ۲۸ نفر (۹خانوار) بوده‌است.